# Regiunea Murcia
Comunitatea Autonomă a Regiunii Murcia (în spaniolă Comunidad Autónoma de la Región de Murcia) este una din cele 17 comunități autonome ale Spaniei. 
Regiunea Murcia este situată în partea sud-estică a peninsulei iberice, între Valencia, Andalucia și Castilia-La Mancha. Se întinde pe un teritoriu de 11.317 km² (reprezentând 2,2% din suprafața totală a Spaniei), și se învecinează în partea nordică cu provincia Albacete, în partea estică cu provincia Alicante, în partea vestică cu provinciile Granada, Albacete și Almeria și în sud-est cu Marea Mediterană.
Regiunea Murcia se compune dintr-o singură provincie și are reședința în orașul Murcia. Parlamentul Regiunii Murcia (Asamblea Regional) este situat în Cartagena, al doilea oraș din regiune după numărul populației. Un alt oraș important al regiunii este Lorca.
Aproape o treime din populația totală a Regiunii Murcia trăiește în Murcia, capitala, iar regiunea este cea mai mare producătoare de fructe, legume și flori din Europa. În apropierea orașelor Bullas, Yecla și Jumilla se află podgorii importante. Cel mai înalt vârf din regiune este Revolcadores, care are 2.001 metri, în Moratalla.

## Geografie fizică

### Relief

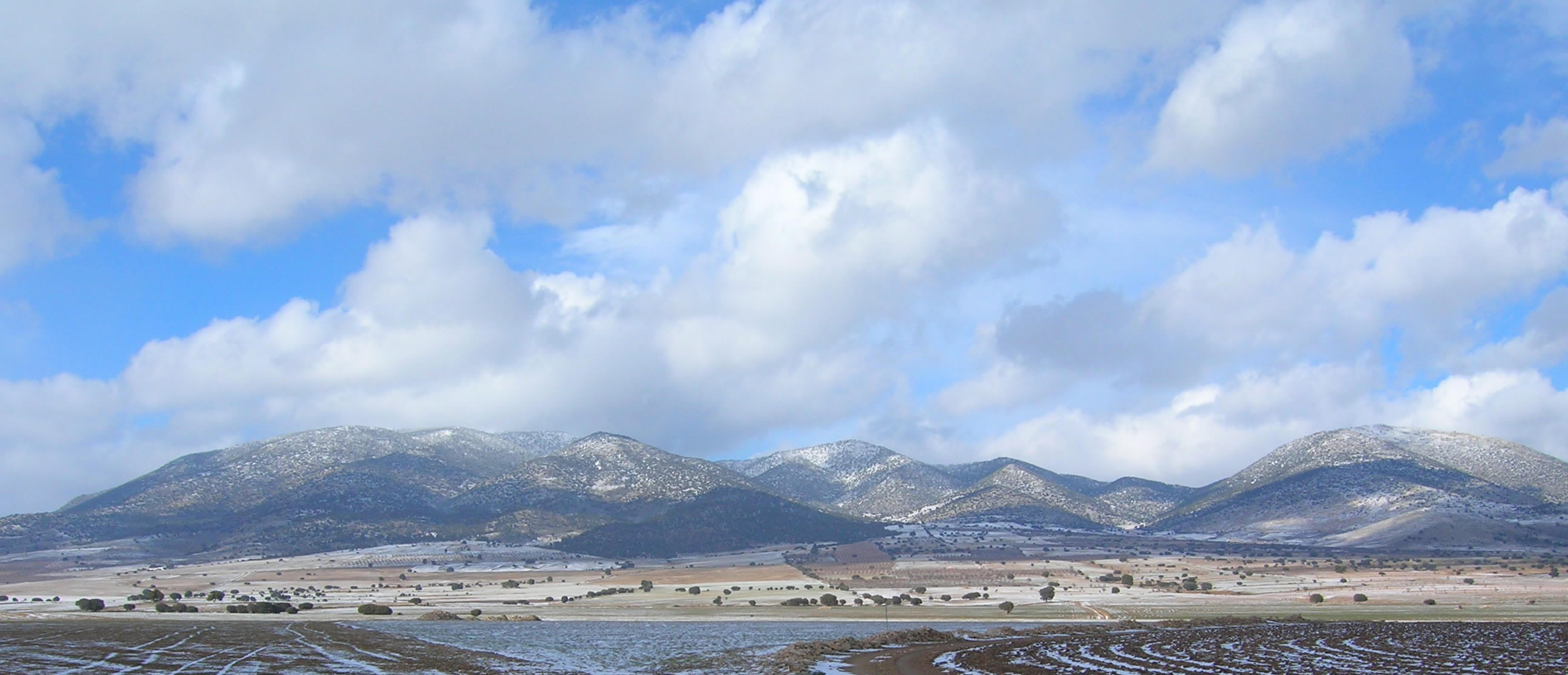
Partea sudică a vârfului Revolcadores.

În mod tradițional, se considera că vârful Revolcadores era cel mai înalt din regiune, cu 2.027 metri înălțime, dar în urma ultimelor măsurători realizate de SNIG ( Serviviciul Național de Informații Geografice din Spania), Revolcadores are 1.999 metri înălțime, și trece pe locul al doilea, vârful Los Obispos având 2.015 metri.
Aproximativ 27% din teritoriul murcian este montan, 38% aparține regiunii de depresiuni intramontane și văi, iar restul de 35 % aparține regiunii altiplanelor.

### Clima
Regiunea Murcia are o climă maditeraneană semiaridă, cu ierni blânde (media de temperatură a lunilor decembrie și ianuarie fiind de 11° C) și veri fierbinți ( cu maxime de 40° C) . Temperatura medie anuală este de 18° C.
Precipitațiile sunt aproximativ 300-350 mm/an. Regiunea are între 120 și 150 de zile în care cerul este senin. Aprilie și octombrie sunt lunile în care se înregistrează cele mai multe precipitații, aversele fiind foarte frecvente.
Distanța față de mare și față de restul reliefului face să existe diferențe termice între zona de coastă și cea interioară, mai ales iarna. În timp ce în zona litorală temperaturile scad foarte rar sub 10° C, în interior, temperatura nu depășește 6° C, iar precipitațiile sunt mai abundente(până la 600 mm).
Orașul Murcia deține recordul de temperatură al secolului al XX-lea în Spania. S-au înregistrat 47,2 ° C la data de 4 iulie 1994. Iarna anului 2005 a fost cea mai rece după o lungă perioadă de timp, chiar înregistrându-se ninsori pe litoral.

### Hidrografía

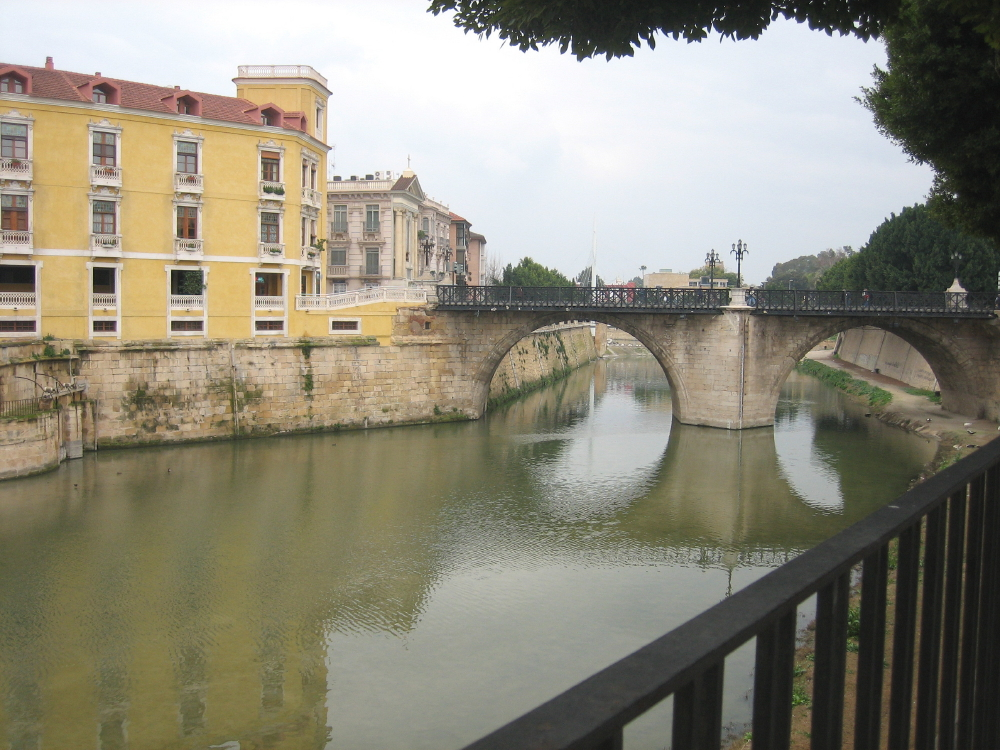
Râul Segura, la trecerea lui prin capitala murciană.

Rețeaua hidrografică a regiunii e compusă din râul Segura și afluenții săi:
- Râul Mundo (care izvorăște în Albacete),
- Râul Alhárabe și afluentul său, Benamor,
- Răul Mula,
- Răul Guadalentín, Sangonera sau Reguerón.

În regiune se află cel mai mare lac natural din Spania și cel mai mare lac de apă sărată din Europa: Mar Menor. Este un lac sărat, situat în apropierea Mării Mediterane. Caracteristicile sale ecologice și naturale fac din Mar Menor un paradis natural unic. Este de formă semicirculară și este separat de Marea Mediterană printr-o fâșie de pământ lungă de 22 de kilometri și cu o lățime cuprinsă intre 100 și 1200 metri. Această lagună a fost desemnată de către Organizația Națiunilor Unite ca fiind zonă importantă pentru Marea Mediterană și protejată .

## Istorie
Cartaginezii au stabilit o colonie comercială în Cartagena, pe ceea ce se crede că a fost orașul antic Mastia, conform autorilor antici, redenumind-o Qart Hadasht ( Orașul Nou, în feniciană) . Pentru comercianții cartaginezi, teritoriul muntos reprezenta doar o zonă de influență a imperiului lor.  În timpul dominației romane, teritoriul actualei Regiuni Murcia a fost parte a provinciei Carthaginense. În timpul dominației vizigote s-a păstrat aceeași organizare treritorială. În timpul dominației musulmane, a fost introdusă agricultura, de care economia regiunii depinde și astăzi. În această epocă a fost înființat Regatul Tudmir, regatul lui Teodomir, care a fost un conte vizigot, adică un guvernator al provinciei, ultimul guvernator al provinciei Carthaginense și primul rege al regiunii, acest regat fiind ultima redută vizigotă autonomă din Peninsula Iberică, având capitala la Orihuela.
Taifa, sau Regatul Murcia, a fost unul din regatele în care s-a divizat Califatul de Cordoba, a avut capitala la Madinat Mursiya (Murcia), după decăderea Califatului omeyad de Cordoba, în secolul XI . Regatul respectiv includea, înafară de teritoriul de astăzi al Regiunii Murcia, provinciile Albacete, Almeria și Alicante. După Bătălia de la Sagrajas în 1086 dinastia Almoravides au reunificat Al-Andalus. În 1296, profitând de lupta dinastică dintre regele de Castilia și Fernando de la Cerda, teritoriul a fost cucerit de către regele de Aragon, Jaime II de Aragon, fiind anexat Regatului de Valencia. Fiindcă dominația aragoneză a durat foarte puțin, această cucerire ar fi fost foarte puțin importantă dacă nu ar fi avut loc în acea perioadă o repopulare a zonei cu creștini catalani, transformând în minoritate colonizatorii spanioli din repopulările anterioare. În anul 1305, în urma Tratatului de la Elche, Jaime „cel Drept” a înapoiat Castiliei o mare parte a teritoriilor cucerite. Taifa de Murcia a  devenit, odată cu cucerirea, Regatul de Murcia.

## Demografie
Regiunea Murcia are o populație de 1.335.792 locuitori(INS Spania 2005), din care aproximativ o treime (30.7%) locuiesc în orașul Murcia. Reprezintă 3% din populația totală a Spaniei. 
- Natalitatea (2004): 13,00 la mie
- Mortalitatea (2004): 7,48 la mie
- Speranța de viață la naștere (2002):
  - Bărbați: 76,01 ani
  - Femei: 82,00 ani

În perioada 1991-2005 populația din Murcia a crescut cu 22,06%, față de 11,85% cât a crescut populația la nivel național. 12,35% din locuitori sunt imigranți, conform Recensământului realizat de Institutul Spaniol de Statistică în 2005, cu patru puncte procentuale peste media națională. Cele mai importante comunități de imigranți sunt: ecuadoriană(33,71% din totalul imigranților), marocană(27,13%), britanică(5,95%), boliviană(4,57%) și columbiană(3,95%)

border="2" cellpadding="4" cellspacing="0" style="margin: 0.5em 0.5em 0.5em 1em; padding: 0.5em; background: #f9f9f9; border: 1px #aaa solid; border-collapse: collapse; font-size: 95%;"
| Populație | 256.977 | 380.969 | 451.611 | 491.436 | 577.987   | 615.105   | 638.639   | 645.449   | 719.701   |
| Porcentaj | 2,50%   | 2,46%   | 2,72%   | 2,80%   | 3,10%     | 3,08%     | 2,99%     | 2,73%     | 2,77%     |
|           | 1950    | 1960    | 1970    | 1981    | 1991      | 1996      | 1999      | 2001      | 2005      |
| Populație | 756.721 | 800.463 | 832.313 | 957.903 | 1.059.612 | 1.097.249 | 1.131.128 | 1.190.378 | 1.335.792 |
| Porcentaj | 2,69%   | 2,62%   | 2,45%   | 2,54%   | 2,69%     | 2,81%     | 2,77%     | 2,90%     | 3,03%     |

## Organizare administrativă

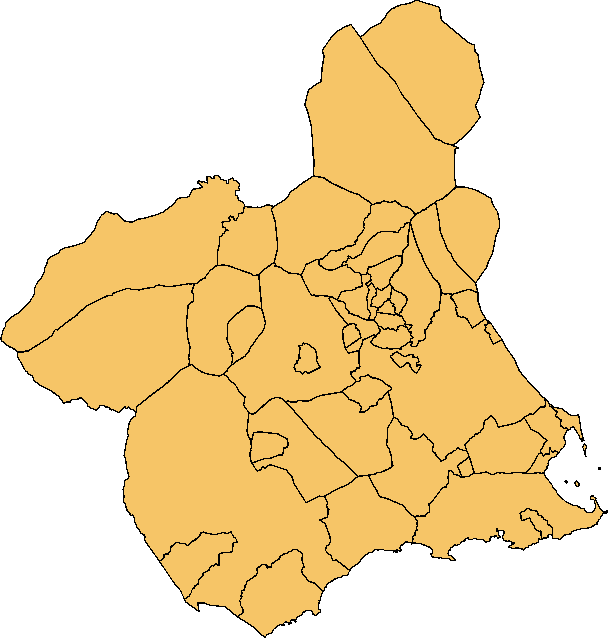
Harta municipală

Regiunea Murcia este împărțită în 45 de municipii. Mai multe municipii depășesc 1.000  km² , Lorca(1.676 km²) este al doilea oraș ca întindere din Spania după municipiul Cáceres din Extremadura. Din acest motiv, este un lucru obișnuit ca municipiile să fie împărțite în sectoare(pedanías). Municipiul Murcia este împărțit în 54 de sectoare. Totuși, municipiul Cartagena nu este împărțit în sectoare, ci în 24 de departamente(Diputaciones).

## Economie
Regiunea a fost considerată foarte mult timp agricolă, datorită climei sale bune și solurilor sale fertile. Totuși, după anul 1990, construcțiile și turismul s-au transformat în bazele economiei regionale. Chiar și așa, agricultura continuă să fie un adevărat motor pentru dezvoltarea regiunii.
De asemenea, este importantă și industria , cum  ar fi cea alimentară, navală sau constructoare de mobilă.

### Căi de comunicație
- Aeroportul San Javier
- Portul maritim din Cartagena.